# Donauwörth
Donauwörth (in dialetto svevo Donawerd, in bavarese Doanaweat) è un comune tedesco di  20 108 abitanti situato nel land della Baviera. È il capoluogo del circondario del Danubio-Ries.

## Storia
La città fu fondata col nome di Ried nel 500, costituita da un semplice villaggio. Il primo ponte sul Danubio risale all'anno 955, il municipio fu eretto nell'anno 1236 ed il borgo ottenne lo status di città nel 1301. Già città libera del Sacro Romano Impero, fu la sede di uno degli incidenti che portarono alla Guerra dei trent'anni (1618-1648).
Il 2 luglio 1704 fu il teatro della Battaglia di Schellenberg (conosciuta anche come "Battaglia di Donauwörth"), durante la Guerra di successione spagnola (1701-1714).

## Geografia fisica

### Posizione
La cittadina, come si evince dal nome, è sita sulle rive del Danubio, nel punto in cui in esso confluisce il fiume Wörnitz. Si trova circa a metà strada fra Monaco e Norimberga, a 46 km da Augsburg, 20 dalla cittadina di Treuchtlingen e 37 da Nördlingen.

### Suddivisione amministrativa
Oltre al capoluogo, il comune conta 10 frazioni (Ortsteile), che sono: Auchsesheim, Berg, Felsheim, Nordheim, Parkstadt, Riedlingen, Schäfstall, Wörnitzstein, Zirgesheim e Zusum.

## Cultura
Tra i punti d'interesse storico e culturale presenti vi sono:
- Il Deutschordenshaus: uno dei più antichi monasteri dell'Ordine Teutonico e fu costruito nel 1197.
- Il Municipio (Rathaus), risalente all'anno 1236.
- Il Monastero della nostra amata Signora (Münster Zu unserer lieben Frau), edificio religioso gotico risalente al 1444.
- Il Monastero di Santa Croce (Kloster Heilig Kreuz), in collina, risalente all'anno 1040.
- La Reichstraße, strada principale del centro storico, oggi parte della Strada Romantica (Romantische Straße)
- La Tanzhaus, edificio costruito nel 1400
- La Rieder Tor, porta cittadina lungo la vecchia cinta muraria, risalente al 1811.

Nel territorio cittadino si trova una fabbrica della Airbus Helicopters, già Eurocopter.
Vengono inoltre prodotti i Fonzies, celebre prodotto ideato in Italia dalla Saiwa.

## Amministrazione

### Gemellaggi
- Perchtoldsdorf - Austria

## Galleria d'immagini

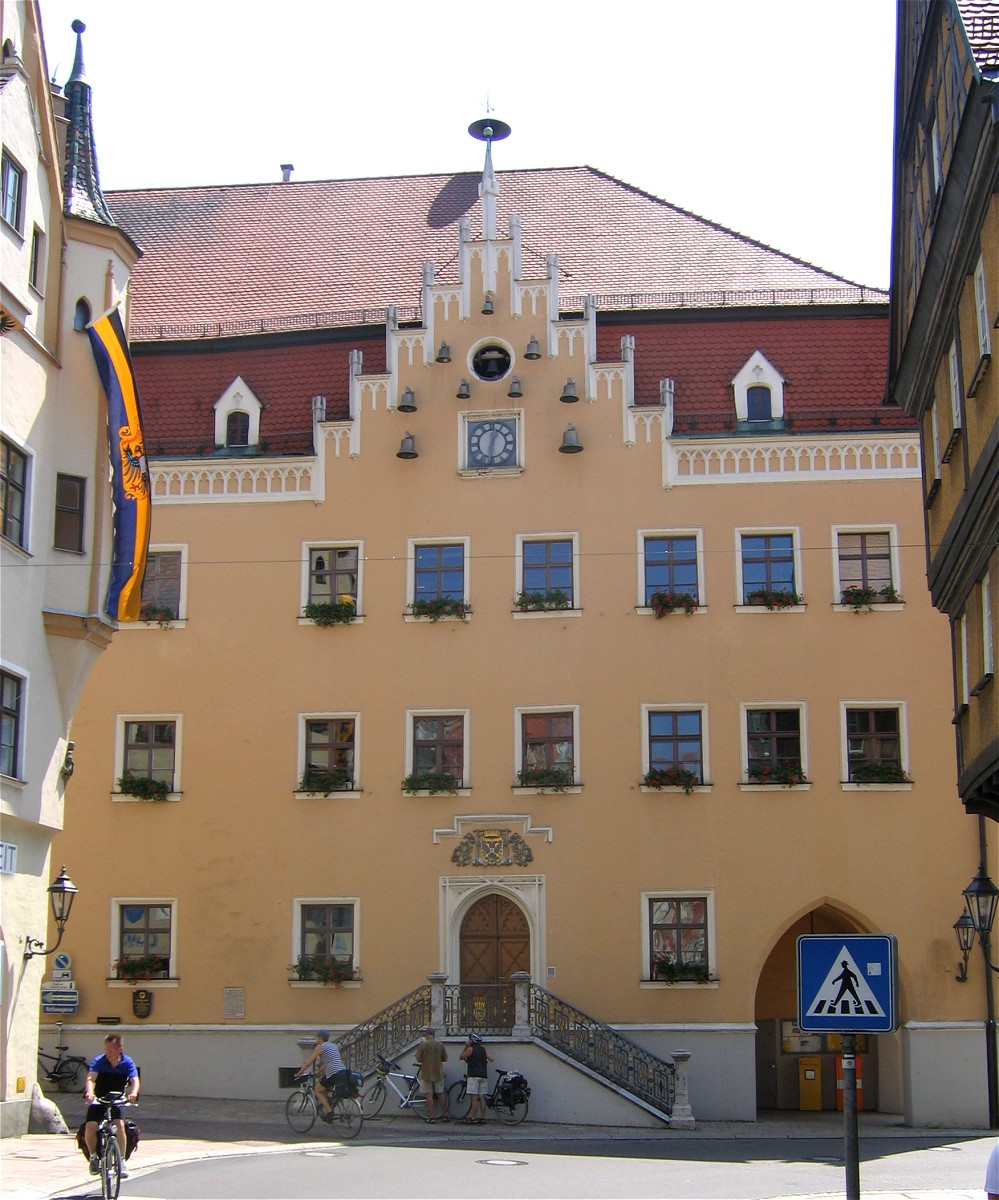
Municipio
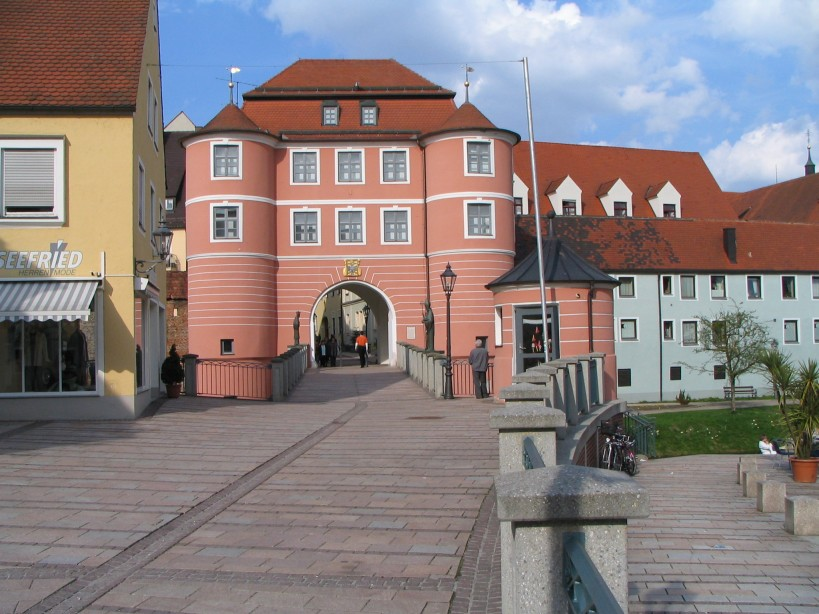
Riedertor
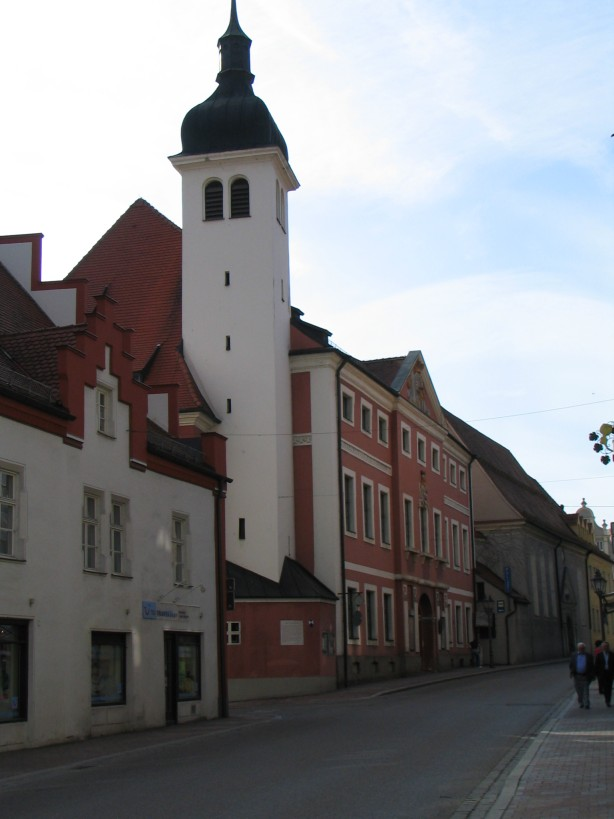
Deutschordenhaus
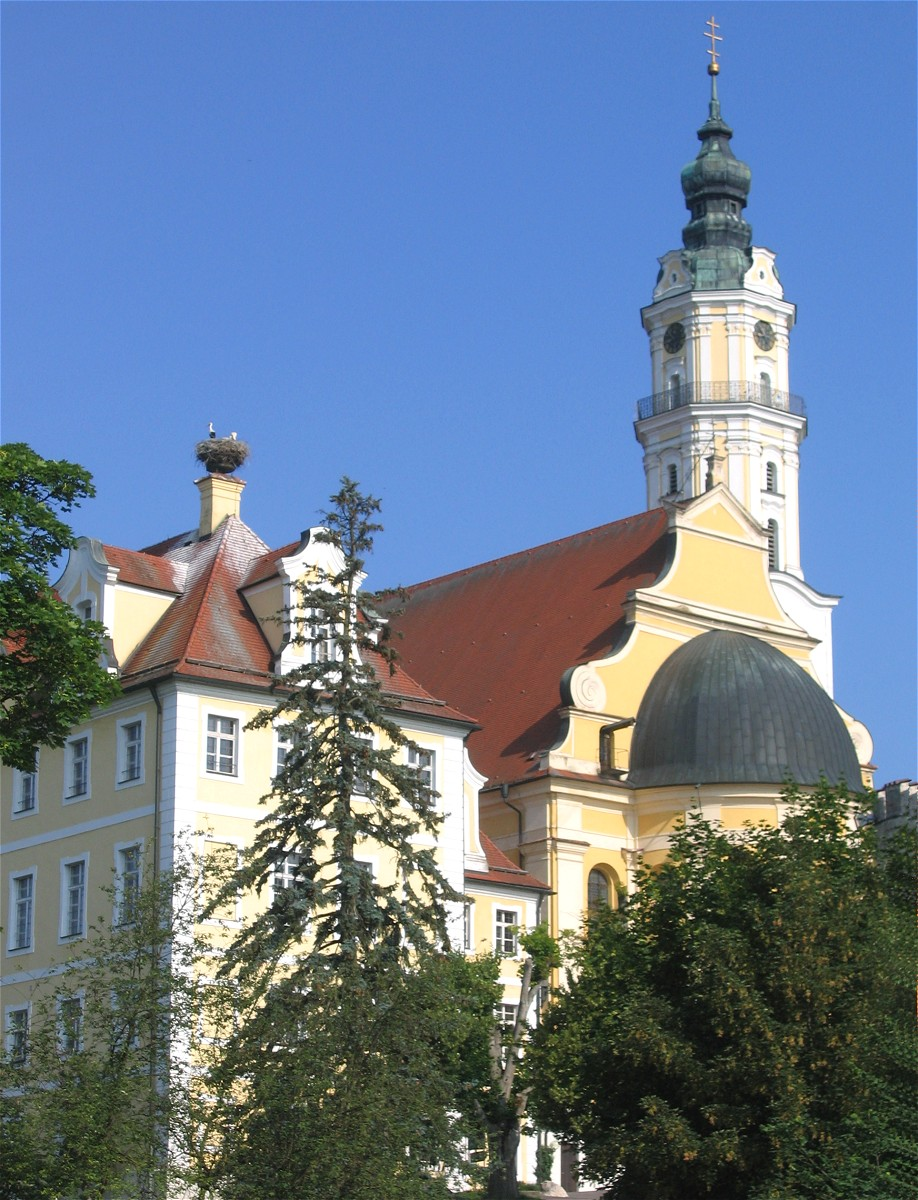
Monastero di Santa Croce